# FK Viktoria Žižkov
Der FK Viktoria Žižkov ist ein tschechischer Fußballverein aus dem Prager Stadtteil Žižkov. Der 1903 von Studenten gegründete Verein war vor dem Zweiten Weltkrieg hinter den Stadtrivalen Sparta Prag und Slavia Prag einer der populärsten und erfolgreichsten Fußballklubs.

## Vereinsgeschichte

### Gründung und Jahre in der Tschechoslowakei
1903 wurde im Prager Stadtteil Žižkov von Studenten des Real-Gymnasiums ein Sportverein namens Viktoria gegründet. Der Klub führte 1925 den Professionalismus ein und wurde Mitglied in der Asociačni Liga. Drei Jahre später errang Viktoria Žižkov zum ersten und vorerst letzten Mal den Meistertitel. 1934 stieg Žižkov aus der höchsten Spielklasse ab, nur zwei Jahre später gelang der Wiederaufstieg. 1947 wurde Žižkov Tabellenletzter und verabschiedete sich für lange Zeit aus der 1. Liga. In den Niederungen des Fußballs angekommen verschwand Viktoria Žižkov 1952 durch die Fusion mit Avia Čakovice von der Fußballlandkarte, zur selben Zeit wurde aber ein Nachfolgeklub namens Slavoj gegründet, der sich 1965 in Viktoria Žižkov umbenannte. Wieder in der 2. Liga angekommen entging Žižkov 1967 der Aufstieg nur knapp, Platz zwei reichte am Ende nicht. 1979 stieg Viktoria Žižkov in die Divize (4. Liga) ab, der Aufstieg in die ČFL (3. Liga) gelang erst 1989.

#### Meistermannschaft 1927/28
- Tor: Jaroslav Bílý, Václav Benda, Adolf Klindera
- Abwehr: František Stehlík, Karel Steiner, Václav Holubec, Ladislav Matuš
- Mittelfeld: Antonín Klicpera, Vojtěch Sýbal-Mikše, Štěpán Matěj-Štěpán, Václav Křížek, Vílem König
- Angriff: Karel Meduna, Václav Bayer, Jaroslav Srba, Karel Hromádka, Otto Novák, Karel Podrazil, Jan Dvořáček, Václav Váňa, Jiří Mareš
- Trainer: Antonín Breburda

### Pokalerfolge und Europacup

Eintrittskarte von V. Žižkov aus der Saison 2000/01

1992 nutzte der Klub die finanzielle Not des Zweitligisten JZD Slušovice und übernahm dessen Platz. Ohne sich sportlich für die 2. Liga qualifiziert zu haben, wurde die Mannschaft Tabellenerster. Damit war Viktoria Žižkov 45 Jahre nach dem Abstieg wieder erstklassig. Die Erstligapremiere am 20. August 1993 war nicht erfolgreich, Žižkov unterlag Union Cheb mit 0:1. 1994 gewann Viktoria Žižkov den tschechischen Pokalwettbewerb. Nachdem man im Halbfinale Slavia Prag besiegt hatte, gelang dies auch im Finale gegen Sparta Prag, allerdings erst im Elfmeterschießen. In der Qualifikation zum Europapokal der Pokalsieger besiegte Žižkov den schwedischen Vertreter IFK Norrköping zuhause mit 1:0 und erreicht damit nach einem 3:3 auswärts die 1. Hauptrunde. Das Heimspiel gegen FC Chelsea wurde in Jablonec nad Nisou ausgetragen, da das eigene Stadion für Europapokalspiele nicht zugelassen war. In der folgenden Saison erreichte Viktoria Žižkov erneut das Pokalendspiel, unterlag dieses Mal jedoch gegen den SK Hradec Králové. Platz fünf in der Liga war der bis dahin größte Erfolg in der eigenständigen tschechischen Liga. 2001 besiegte die Mannschaft im Finale des tschechischen Pokals Sparta Prag nach Verlängerung. Das Heimspiel der ersten UEFA-Cup-Runde gegen den FC Tirol Innsbruck, das im Stadion Evžena Rošického ausgetragen werden musste, endete 0:0, in Innsbruck unterlag Žižkov mit 0:1 und schied aus.
2002 entging Viktoria Žižkov um Haaresbreite der Gewinn der Meisterschaft. Am letzten Spieltag reichte der Mannschaft im Derby gegen Slavia ein Unentschieden zum Triumph. Bis zur 86. Spielminute hielt man ein 0:0, ehe Pavel Kuka für Slavia traf, Žižkov damit gar auf den dritten Platz verwies und um die Qualifikation zur Champions League brachte. Nach dem Schlusspfiff wurden diverse Bestechungsspekulationen laut. Vor allem Verteidiger Tomáš Hunal musste sich von Mitspielern vorwerfen lassen, er habe absichtlich schlecht gespielt. 2003 wurde die Mannschaft erneut Dritter, diesmal allerdings mit 15 Punkten Rückstand auf Meister Sparta.

### Bestechungsskandal
Wie sich zwei Jahre nach dem knapp verpassten Meistertitel herausstellen sollte, war Žižkov tatsächlich in einen Bestechungsskandal verwickelt – allerdings in umgekehrter Rolle. Viktoria-Manager Ivan Hornik hatte durch geheime Spielabsprachen und Schiedsrichterbestechung den Klub überhaupt erst in die Lage gebracht, um den Meistertitel mitzuspielen. Es war der bis dato größte aufgedeckte Bestechungsskandal im tschechischen Fußball. In einem Gerichtsverfahren 2006 wurde Hornik als Hauptangeklagter zu einer Haftstrafe von sieben Monaten auf Bewährung und einer Geldstrafe von 900.000 CZK (zum damaligen Zeitpunkt umgerechnet ca. 31.500 Euro) verurteilt. Auch mehrere Funktionäre und Manager anderer Vereine sowie Schiedsrichter wurden für ihre Verwicklung in den Skandal mit geringfügigen Bewährungs- bzw. Geldstrafen bedacht.

### Fahrstuhljahre
Ein Jahr später stieg Viktoria Žižkov als Vorletzter aus der Gambrinus Liga ab, trotz erneuter Schiedsrichterbestechung. Zu Beginn der Zweitligasaison 2004/05 wurde der Verein mit zwölf Punkten Abzug bestraft. Die Rückkehr in die Gambrinus Liga gelang in der Saison 2006/07, in der Saison 2008/09 stieg die Mannschaft in die 2. Liga ab. Der erneute Aufstieg in die erste Spielklasse gelang in der Saison 2010/11, als der Verein aus dem gleichnamigen Stadtteil den zweiten Platz hinter Dukla Prag erreichte. Erneut war es aber nur ein kurzes Gastspiel in der obersten Liga: nach einer turbulenten Saison und mit nur 19 Punkten stieg Viktoria als Tabellenletzter der Saison 2011/12 gleich wieder ab. In den darauffolgenden Jahren platzierte sich Viktoria Žižkov stets im oberen Tabellendrittel und spielte in der Saison 2015/16 auch um den Aufstieg mit. Anstatt der Rückkehr in die erste Liga stand am Ende der Saison aber der Absturz in die dritte Liga: Wegen anhaltender finanzieller Probleme verweigerte der tschechische Verband dem Verein die Lizenz, Viktoria Žižkov musste in die Česká fotbalová liga absteigen. Die Rückkehr in die zweite Liga gelang aber bereits wieder ein Jahr später. Dort konnte sich Viktoria in den darauffolgenden Spielzeiten im Mittelfeld der Liga konsolidieren.

## Vereinsnamen
Der Verein wurde 1903 als Sportovni kroužek Viktoria Žižkov gegründet. Ab 1904 nannte er sich SK Viktoria Žižkov. 1950 folgte eine Umbenennung in Sokol Viktoria Žižkov, 1951 in Sokol ČSAD Žižkov. 1952 fusionierte der Verein mit Avia Čakovice, im selben Jahr wurde ein Nachfolgeverein namens TJ Slavoj Žižkov gegründet, der sich ab 1965 TJ Viktoria Žižkov nannte. Von 1973 bis 1982 hieß der Verein TJ Viktoria Žižkov Strojimport, von 1982 bis 1992 TJ Viktoria Žižkov PSO. Seither lautet die offizielle Bezeichnung FK Viktoria Žižkov.

## Spieler
- Emil Seifert (1915–1921)
- Josef Ludl (1934–1939)
- Antonín Mlejnský (1995–1998, 1999–2007)
- Tomáš Hunal (1996–2002)
- Kennedy Chihuri (1997–2004)
- Aleš Pikl (1999–2004)
- Petr Pižanowski (2000–2004)
- Michal Ščasný (2001–2005)

## Trainer
- Jaroslav Hřebík (1996)
- Petr Uličný (1999)
- Zdeněk Ščasný (1999–2002, 2008–2009). Er gewann mit der Mannschaft 2001 den Pokal und wurde 2002 Dritter der Gambrinus-Liga.
- Günter Bittengel (2003–2004)
- Stanislav Levý (2004)
- Stanislav Griga (2007–2009)

## Erfolge
- Tschechoslowakischer Meister: 1927/28
- Tschechischer Pokalsieger 1993/94 und 2000/01
- Charity-Cup-Sieger: 1913, 1914 und 1916
- Mittelböhmischer Pokalsieger: 1921, 1929 und 1933 und 1940

## Internationale Wettbewerbe

### Mitropa-Cup
Teilnahme am Mitropa-Cup, einem der ersten internationalen Wettbewerbe im europäischen Fußball:
| Saison | Wettbewerb  | Runde         | Gegner           | Gesamt | Hin           | Rück    |
| ------ | ----------- | ------------- | ---------------- | ------ | ------------- | ------- |
| 1928   | Mitropa-Cup | Viertelfinale | Građanski Zagreb | 8:4    | 2:3 (A)       | 6:1 (H) |
| 1928   | Mitropa-Cup | Halbfinale    | SK Rapid Wien    | 7:9    | 4:3 (H)       | 2:3 (A) |
| 1928   | Mitropa-Cup | Halbfinale    | SK Rapid Wien    | 7:9    | 1:3 in Wien 1 |         |

### Europapokalbilanz
| Saison  | Wettbewerb                  | Runde    | Gegner             | Gesamt    | Hin        | Rück       |
| ------- | --------------------------- | -------- | ------------------ | --------- | ---------- | ---------- |
| 1994/95 | Europapokal der Pokalsieger | Vorrunde | IFK Norrköping     | 4:3       | 1:0 (H)    | 3:3 (A)    |
| 1994/95 | Europapokal der Pokalsieger | 1. Runde | FC Chelsea         | 2:4       | 2:4 (A)    | 00:0 (H) 1 |
| 2000/01 | UEFA-Pokal                  | 1. Runde | FC Tirol Innsbruck | 0:1       | 0:0 (H)    | 0:1 (A)    |
| 2002/03 | UEFA-Pokal                  | Vorrunde | SP Domagnano       | 5:0       | 2:0 (A)    | 03:0 (H) 2 |
| 2002/03 | UEFA-Pokal                  | 1. Runde | Glasgow Rangers    | (a)3:3(a) | 02:0 (H) 2 | 1:3 (A)    |
| 2002/03 | UEFA-Pokal                  | 2. Runde | Betis Sevilla      | 0:4       | 00:1 (H) 2 | 0:3 (A)    |
| 2003/04 | UEFA-Pokal                  | Vorrunde | Zhenis Astana      | 6:1       | 03:0 (H) 2 | 3:1 (A)    |
| 2003/04 | UEFA-Pokal                  | 1. Runde | Brøndby IF         | 0:2       | 0:1 (A)    | 00:1 (H) 2 |

Gesamtbilanz: 16 Spiele, 6 Siege, 3 Unentschieden, 7 Niederlagen, 20:18 Tore (Tordifferenz +2)

## Spielstätten

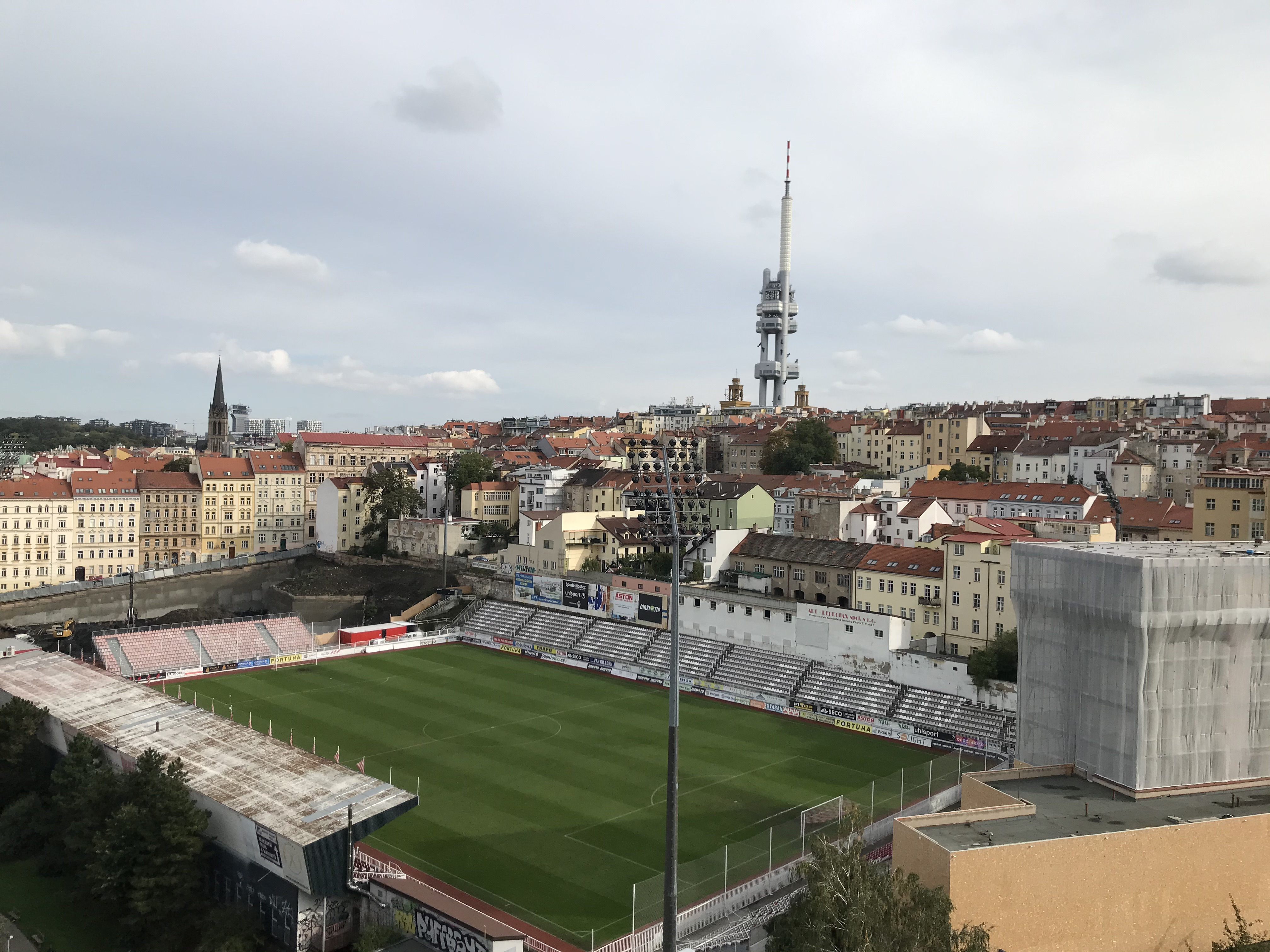
Stadion FK Viktoria Žižkov

Viktoria Žižkov wechselte in seiner Geschichte mehrmals die Plätze. Bis 1909 wurde auf „Na Baklovce“ gespielt, ab da „Na Ohradě“. Diesen Ascheplatz kann man auch heute noch besuchen. 1929 wurde dem Verein dort gekündigt, und ein Stadion mit einer Kapazität von 38.000 Zuschauern wurde unweit in Staré Strašnice hochgezogen. Das Stadion diente als Velodrom, auch heute noch wird es von der Radabteilung der TJ Kovo Praha genutzt, Adresse: Na Třebešíně. Dem Nachfolgeverein Slavoj Žižkov diente als Platz das heute noch bestehende Stadion an der Seifertova třída. Die ursprüngliche Kapazität betrug 15.000 Zuschauer.
Erst 1968 wurde eine Sitzplatztribüne für 2000 Menschen errichtet. In den letzten Jahren wurden die Stehränge mit Sitzplätzen ausgestattet, wodurch die ursprüngliche Atmosphäre litt. Die Kapazität wurde durch diese Maßnahme auf knapp 4600 Zuschauer gesenkt. Nach dem Aufstieg in die Gambrinus Liga im Juni 2007 wurde eine zusätzliche Hintertortribüne mit 1000 Plätzen errichtet, so dass das Stadion nun über 5600 Sitzplätze verfügt.
2011 erhielt das Stadion Viktoria den Sponsorennamen eFotbal Aréna und bietet heute für die Besucher 3327 Sitzplätze. Seit 2014 heißt es Stadion FK Viktoria Žižkov.